# Brothers Union
Brothers Union is een Bengalees voetbalclub. De club speelt anno 2020 in Bangladesh Premier League.

## Lijst met trainers
| Coach                   | van              | tot              |
| ----------------------- | ---------------- | ---------------- |
| S M Abu Noman Nannu     | januari 2003     | 2004             |
| Syed Nayeemuddin        | 18 november 2011 |                  |
| Bal Gopal Maharjan      | 1 juni 2016      | 20 augustus 2016 |
| Syed Nayeemuddin        | 3 september 2016 | 31 december 2016 |
| Subrata Bhattacharya Jr | 11 mei 2017      | 10 juni 2017     |
| Giovanni Scanu          | 12 juli 2017     | 5 augustus 2017  |
| Nicolas Vitorović       | 20 augustus 2017 | 27 januari 2018  |
| Gregory Farfan          | oktober 018      | november 2018    |
| Syed Nayeemuddin        | 15 november 2018 | 30 april 2019    |
| Mohidur Rahman Miraz    | 1 mei 2019       | 22 december 2019 |
| Reza Parkas             | 28 december 2019 | maart 2020       |
| Abdul Qaium Sentu       | januari 2021     |                  |

## Erelijst
- Bangladesh Premier League : 2004 (1x)
- Premier Division League (Dhaka) : 2003-2004, 2005 (2x)
- Bangladesh Federation Cup : 1980, 1991, 2005 (3x)
- Aga Khan Gold Cup : 1981-1982 (1x)
- Bordoloi Trophy : 2004 (1x)